# Intel QuickPath Interconnect
Intel QuickPath Interconnect (QPI) is een technologie, ontwikkeld door Intel, geïntroduceerd in 2008, die de processor via point-to-point-verbindingen rechtstreeks met het werkgeheugen moet verbinden. QPI was ontworpen om te kunnen concurreren met AMD's HyperTransport-technologie die al in gebruik is sinds 2003. De werking van Intel QPI en AMD HyperTransport lijken erg goed op elkaar.
Omdat de geheugencontroller bij oudere architecturen in de Northbridge verwerkt was en al het verkeer tussen het werkgeheugen en de processor via de Northbridge moest verlopen was de snelheid van de werking van de computer sterk afhankelijk van de kloksnelheid van de front-side bus, die de processor met de Northbridge verbond. Omdat de kloksnelheid van de front-side bus maar een fractie was van de snelheid van de processor vormde deze architectuur een grote bottleneck.

## Implementatie
Intel verbindt één of meerdere processors op het moederbord direct met het geheugen aan de hand van point-to-point-verbindingen die Intel QPI's noemt. Eén QPI wordt ook gebruikt voor het verbinden van de processor met de IO hub(s). In de IO hub zijn alle overige functies van de verouderde Northbridge en Southbridge verwerkt. Alle communicatie tussen de processor en de randapparatuur verloopt dus via de IO hub.